# Élections législatives de 2002 en Polynésie française
Les élections législatives françaises de 2002 se déroulent le 9 juin. Dans la collectivité de la Polynésie française, deux députés sont à élire dans le cadre de deux circonscriptions.

## Élus
| Circonscription | Député sortant  | Parti | Parti         | Député élu ou réélu | Parti | Parti |
| --------------- | --------------- | ----- | ------------- | ------------------- | ----- | ----- |
| 1re             | Michel Buillard |       | RPR           | Michel Buillard     |       | UMP   |
| 2e              | Émile Vernaudon |       | Divers droite | Béatrice Vernaudon  |       | UMP   |

## Résultats

### Résultats à l'échelle de la collectivité
|                                                         | Union pour un mouvement populaire | 48 325  | 59,37  | 2 |  |  |
|                                                         | Divers droite                     | 6 551   | 12,71  | 0 |  |  |
|                                                         | Majorité présidentielle           | 64 841  | 79,66  | 2 |  |  |
|                                                         |                                   |         |        |   |  |  |
|                                                         | Divers gauche                     | 6 994   | 8,59   | 0 |  |  |
|                                                         | Gauche parlementaire              | 6 994   | 8,59   | 0 |  |  |
|                                                         |                                   |         |        |   |  |  |
|                                                         | Divers                            | 6 026   | 7,40   | 0 |  |  |
|                                                         | Divers écologiste                 | 2 058   | 2,53   | 0 |  |  |
|                                                         | Régionaliste                      | 813     | 1,00   | 0 |  |  |
|                                                         | Front national                    | 663     | 0,81   | 0 |  |  |
|                                                         |                                   |         |        |   |  |  |
| Inscrits                                                | Inscrits                          | 149 894 | 100,00 | 2 |  |  |
| Abstentions                                             | Abstentions                       | 67 371  | 44,95  |   |  |  |
| Votants                                                 | Votants                           | 82 523  | 55,05  |   |  |  |
| Blancs et nuls                                          | Blancs et nuls                    | 1 128   | 1,37   |   |  |  |
| Exprimés                                                | Exprimés                          | 81 395  | 98,63  |   |  |  |
| Source : Ministère de l'Intérieur - Polynésie française |                                   |         |        |   |  |  |

### Résultats par circonscription

#### Première circonscription (Papeete)
|                | Michel Buillard sortant réélu | UMP               | 27 098 | 61,96  |  |  |  |
|                | Marie-Laure Vanizette         | Divers droite     | 7 074  | 16,18  |  |  |  |
|                | Stanley Cross                 | Divers            | 5 755  | 13,16  |  |  |  |
|                | Jacky Bryant                  | Divers écologiste | 2 058  | 4,71   |  |  |  |
|                | Yves Conroy                   | Régionaliste      | 813    | 1,86   |  |  |  |
|                | Mary-Ann Galtier              | FN                | 663    | 1,52   |  |  |  |
|                | Lucien Teiki Sommers          | Divers            | 271    | 0,62   |  |  |  |
|                |                               |                   |        |        |  |  |  |
| Inscrits       | Inscrits                      | Inscrits          | 84 235 | 100,00 |  |  |  |
| Abstentions    | Abstentions                   | Abstentions       | 39 944 | 47,42  |  |  |  |
| Votants        | Votants                       | Votants           | 44 291 | 52,58  |  |  |  |
| Blancs et nuls | Blancs et nuls                | Blancs et nuls    | 559    | 1,26   |  |  |  |
| Exprimés       | Exprimés                      | Exprimés          | 43 732 | 98,74  |  |  |  |

#### Deuxième circonscription (Pirae)
|                | Béatrice Vernaudon-Coppenrath élue | UMP            | 21 227 | 56,36  |  |  |  |
|                | Arsen Tuairau                      | Divers droite  | 9 442  | 25,07  |  |  |  |
|                | Émile Vernaudon sortant            | Divers gauche  | 6 994  | 18,57  |  |  |  |
|                |                                    |                |        |        |  |  |  |
| Inscrits       | Inscrits                           | Inscrits       | 65 659 | 100,00 |  |  |  |
| Abstentions    | Abstentions                        | Abstentions    | 27 427 | 41,77  |  |  |  |
| Votants        | Votants                            | Votants        | 38 232 | 58,23  |  |  |  |
| Blancs et nuls | Blancs et nuls                     | Blancs et nuls | 569    | 1,49   |  |  |  |
| Exprimés       | Exprimés                           | Exprimés       | 37 663 | 98,51  |  |  |  |